# Bob Boylston
Robert Wheeler „Bobby“ „Bob“ Boylston (* 28. Juni 1939 in Atlanta, Georgia; † 28. Januar 2021 in Johns Creek, Georgia) war ein US-amerikanischer Schiedsrichter im American Football, der von der Saison 1978 bis 1998 in der NFL tätig war. Er trug die Uniform mit der Nummer 101, außer in den Spielzeiten zwischen 1979 und 1981, in denen er die Nummer 5 zugewiesen bekam.

## Karriere
Boylston begann im Jahr 1978 seine NFL-Laufbahn.
Er war während seiner gesamten Laufbahn als Umpire tätig.
Er war bei zwei Super Bowls im Einsatz: Beim Super Bowl XXI im Jahr 1987 war er Umpire in der Crew unter der Leitung von Hauptschiedsrichter Jerry Markbreit. Die Position bekleidete er auch beim Super Bowl XXVI im Jahr 1992 ebenfalls in der Crew unter der Leitung von Hauptschiedsrichter Jerry Markbreit.
Nachdem er verletzungsbedingt in der Saison 1998 seine Feldkarriere beenden musste, war er noch zehn Jahre als Replay Official tätig. U. a. im Spiel der Tennessee Titans gegen die Buffalo Bills am 8. Januar 2000, welches unter dem Namen Music City Miracle in die Geschichte der NFL einging.
Er wurde im Jahr 2014 mit dem NFLRA Honoree Award ausgezeichnet.